# Karim Adiprasito
Karim Alexander Adiprasito est un mathématicien allemand et directeur de recherche à l'Institut de mathématiques de Jussieu.

## Biographie
Karim Alexander Adiprasito obtient son doctorat en 2013 à l'Université libre de Berlin sous la direction de Günter M. Ziegler.
En 2015, il reçoit l'un des trois prix européens de combinatoire pour ses travaux en géométrie discrète, en particulier sur les espaces de réalisation des polytopes, et plus précisément pour « ses contributions étendues et profondes à la géométrie discrète à l'aide de méthodes analytiques, en particulier pour sa solution de vieux problèmes de Perles et Shephard (remontant à Legendre et Steinitz) sur les polyèdres projectivement uniques ». Les autres lauréats sont, cette année, Zdeněk Dvořák et Robert Morris.
En utilisant les travaux de Mikhaïl Gromov sur les espaces de courbure bornée, il résout en 2014 la conjecture de Hirsch sur les triangulations de cliques de variétés.
En collaboration avec June Huh et Eric Katz, il résout la conjecture de Heron-Rota-Welsh sur la log-concavité du polynôme caractéristique des matroïdes. Avec Huh, il est l'un des cinq lauréats du prix Nouveaux Horizons 2019 pour les réalisations de début de carrière en mathématiques.
En décembre 2018, il démontre la conjecture g pour les sphères triangulées,. Pour son travail, il reçoit le prix EMS 2020 de la Société mathématique européenne.